# Swedish International Stockholm 2010
Die Swedish International Stockholm 2010 im Badminton fanden in Täby, Stockholm, vom 21. bis zum 24. Januar 2010 statt. Der Referee war Ronny de Vos aus Belgien. Das Preisgeld betrug 15.000 US-Dollar, wodurch das Turnier in das BWF-Level 4A eingeordnet wurde.

## Austragungsort
- Eriksdalshallen, Ringvägen 70

## Finalergebnisse
| Disziplin    | Sieger                              | Finalist                               | Ergebnis          |
| ------------ | ----------------------------------- | -------------------------------------- | ----------------- |
| Herreneinzel | Indra Bagus Ade Chandra             | Viktor Axelsen                         | 21:15 21:12       |
| Dameneinzel  | Kaori Imabeppu                      | Elizabeth Cann                         | 21:15 21:10       |
| Herrendoppel | Chris Langridge Robin Middleton     | Mikkel Elbjørn Christian Skovgaard     | 21:11 21:18       |
| Damendoppel  | Helle Nielsen Marie Røpke           | Lotte Jonathans Paulien van Dooremalen | 17:21 21:15 21:18 |
| Mixed        | Mads Pieler Kolding Britta Andersen | Valeriy Atrashchenkov Elena Prus       | 18:21 21:18 21:17 |